# Carlo Pollonera
Carlo Pollonera (Alessandria d'Egitto, 27 marzo 1849 – Torino, 17 giugno 1923) è stato un pittore, illustratore scientifico e malacologo italiano.
| Pollonera è l'abbreviazione standard utilizzata per le specie animali descritte da Carlo Pollonera. Categoria:Taxa classificati da Carlo Pollonera |